# حمد الجهینی
حمد الجهینی (انگلیسی: Hamad Al-Juhaini؛ زادهٔ ۲۶ سپتامبر ۱۹۹۰) یک ورزشکار است.